# ساکت باش (ترانه)
«ساکت» تک‌آهنگی از پیت‌بول است که در سال ۲۰۰۶ میلادی منتشر شد.